# Passerelle de la Hörn
La passerelle de la Hörn ((de) Hörnbrücke) est un pont piétonnier pliant sur la Hörn (de) dans le port de Kiel (Schleswig-Holstein), en Allemagne.

## Situation
La passerelle piétonne a été achevée en 1997. Située vis-à-vis de la gare centrale, elle relie le centre-ville, sur la rive occidentale de la Hörn, au quartier Gaarden-Ost, sur la rive orientale. L'ouvrage est une attraction technique et touristique, par ailleurs structurant dans les déplacements urbains en mode doux.
La passerelle est ouverte à la navigation une douzaine de fois dans la journée pour des périodes d'un quart d'heure.

## Description

Principe de fonctionnement (hormis les voitures)

La passerelle de la Hörn est un pont pliant composé de trois sections et d'une portée de 25,5 m. Il se plie en forme de "N". Il a été construit en 1997 pour un coût de onze millions d'euros.
Au début de sa mise en service, l'ouvrage a connu de nombreux dysfonctionnements, lui valant le surnom de "Klappt-Nix-Brücke" (pont non pliant). Une passerelle hydraulique temporaire a dû être mise en place pour pallier cela le temps des réparations.